# Ca l'Ortis
Ca l'Ortis és una casa de la Figuerosa, al municipi de Tàrrega (Urgell). protegida com a bé cultural d'interès local.

## Descripció
És un arc de pas situat entre dues cases les quals es comuniquen mitjançant aquesta construcció arquitectònica. Està fet base de petites totxanes estretes i allargassades formant filades regulars i pintat de color blanc. La construcció neix al centre superior dels dos murs on s'adossa creant una arcada de mig punt lleugerament apuntada. A sobre de l'arc es forma un pas on comunica una casa amb l'altra. És una estructura irregular, eixamplant-se per un dels costats.
Arc de pas de forma no corrent sobre una boca de carrer. Serveix com a pas superior cap a l'altre costat del carrer. Construït amb material ceràmic i posterior arrebossat. Sembla que la construcció és del segle xviii.
Pel que fa a la casa, tot i que ha patit transformacions al llarg del segle xx, ha mantingut la seva estructura original. Destaca l'arc de mig punt de 4 m de llum construït amb pedra sorrenca que dona accés a un porxo, en el qual hi ha una abeurador i una cisterna excavada a la roca. La planta baixa, el soterrani i l'entresòl mantenen elements propis d'una casa pairal rural: tres cups (dos amb cairons i un de pedra), tres estables, un celler, piques d'oli, etc. Es conserva un gran corral. L'estructura ens mostra diversos arcs de mig punt a la planta baixa.
La casa sembla tenir els orígens en els segles xvii o XVIII, amb reformes al segle xix (una cisterna és de 1828 i una llinda a la porta del corral porta la data 1871). Amb tot hi ha elements clarament anteriors, possiblement d'època medieval que podrien tenir relació amb la proximitat immediata del castell (només a una desena de metres del corral).